# Cryptadenia
Cryptadenia es un género botánico con 6 especies de plantas de flores perteneciente a la familia Thymelaeaceae

## Especies seleccionadas
- Cryptodenia breviflora
- Cryptodenia ciliata
- Cryptodenia filicaulis
- Cryptodenia grandiflora
- Cryptodenia laxa
- Cryptodenia uniflora